# ロゴン・オクシデンタル州
ロゴン・オクシデンタル州（ロゴン・オクシデンタルしゅう、Logone Occidental Region）は、チャドの州。チャドの22ある州のうちのひとつである。人口455,140人(1993年)。
州都はムンドゥ。

## 下位行政区画
ロゴン・オクシデンタル州はドジェ、ラク・ウェイ、Ngourkossoの3県に分かれている。

## 住民
州の住民はンガムベイ人が90%以上を占める。

## 出身人物
- パスカル・ヨアジマナジ - 政治家